# Tulio Luis Ramírez Padilla
Tulio Luis Ramírez Padilla (* 28. Februar 1960 in Caracas) ist ein venezolanischer Geistlicher und römisch-katholischer Bischof von Guarenas.

## Leben
Tulio Luis Ramírez Padilla empfing am 5. August 1984 das Sakrament der Priesterweihe für das Erzbistum Valencia en Venezuela.
Am 4. April 2012 ernannte ihn Papst Benedikt XVI. zum Titularbischof von Ausuccura und bestellte ihn zum Weihbischof in Caracas. Der Erzbischof von Caracas, Jorge Kardinal Urosa, spendete ihm am 8. Juli desselben Jahres die Bischofsweihe; Mitkonsekratoren waren der Erzbischof von Cumaná, Diego Padrón Sánchez, und der Erzbischof von Valencia en Venezuela, Reinaldo del Prette Lissot.
Papst Franziskus ernannte ihn am 11. Dezember 2020 zum Bischof von Guarenas. Die Amtseinführung erfolgte am 6. Februar 2021.